# يوميات سنة سيئة (رواية)
يوميات سنة سيئة (بالإنجليزية: Diary of a Bad Year)‏ هي رواية للكاتب الجنوب أفريقي الحائز على جائزة نوبل جي إم كوتزي، نشرت عام 2007، عن دار نشر تيكست بابليشنغ.

## روابط خارجية
- يوميات سنة سيئة (رواية) على موقع الموسوعة البريطانية (الإنجليزية)